# Horodniceni
Horodniceni est une commune du județ de Suceava en Roumanie.